# Ponte Bugrinsky
A Ponte Bugrinsky (em russo: Бугринский мост) é uma ponte para automóveis sobre o rio Ob em Novosibirsk, na Rússia.
A construção da ponte começou em fevereiro de 2010 e terminou em outubro de 2014. É a terceira ponte sobre o Rio Ob na cidade de Novosibirsk.
O antigo nome Ponte Olovozavodskoy foi mais tarde mudado para Burginsky porque atravessa o bosque Bugrinskaya na margem esquerda do Ob, onde ao lado de uma das maiores fábricas de estanho do mundo. O ex-prefeito da cidade, Vladimir Gorodetsky, observou que o nome Olovozavodskoy tinha duas décadas de idade e já estava desatualizado. Em 3 de dezembro de 2013 uma comissão decidiu por unanimidade nomear a terceira ponte sobre o rio Ob em Novosibirsk como Bugrinsky. A ponte foi aberta para o tráfego em 11 de outubro de 2014.